# 刘希媛
刘希媛（1981年3月5日—）出生于中国黑龙江省，现居于北京朝阳区。毕业于北京舞蹈学院的中国女演员。

## 電視劇
- 1998	实习生的故事 飾	辛欣
- 1998	一年又一年 飾	丹丹
- 1999	九九归一 飾	贞格格
- 2000	孙中山 飾	陈慧
- 2001	莲花太子 飾	戚碧玉
- 2001	沉星档案 飾	唐晓橙
- 2001	手心手背 飾	赵向娜
- 2002	新刀马旦 飾	翠玉
- 2002	金锁记 飾	九妹
- 2003	我是有情人 飾	白圣婴
- 2003	凤求凰 飾	雨童
- 2004	天下第一媒 飾	崔素琼
- 2004	满汉全席 飾	宋九
- 2004	白蛇传 飾	连翘
- 2005	二路电车 飾	鸽子
- 2005	东方朔 飾	刘男
- 2005	敌手 飾	王晓菲
- 2006	魔幻手机 飾	肖楚楚
- 2007	宝莲灯前传 飾	东海四公主敖听心
- 2007	越王勾践 飾	灵玉
- 2007	热浪岛 飾	百合
- 2008	特殊争夺 飾	晚秋
- 2009	无量天 飾	刘箫
- 2009	江姐 飾	李歆林
- 2010	我的非常闺蜜 飾	苏珊
- 2010	三十岁,你好 飾	杜曼春
- 2010	兄弟车行 飾	徐曼
- 2010	中国1921 飾	向警予
- 2012	铁血传奇之独立营 飾	筱玉花
- 2012	全家福 飾	小粉蝶/白新生
- 2014	魔幻手机2傻妞归来 飾 肖楚楚
- 2016   我是你的百搭 飾 毕然
- 2017	我的仨妈俩爸 飾 夏晓红(客串)
- 2017	娘亲舅大 飾  贾丽红
- 2018   我拿什么奉献给你 飾  郭莲
- 2018	桃花依旧笑春风 饰 冯腊梅
- 2018	知否知否应是绿肥红瘦 饰 卫小娘
- 2022	我们的婚姻 飾 周莹(客串)
- 2022   医圣(2013年拍攝) 饰 赵凌烟
- 2022	她们的名字 飾 宇甜
- 2023   显微镜下的大明之丝绢案(網絡劇) 饰 柳月娥
- 2023   平凡之路 饰 李娟
- 2024   爱情去哪儿了(2014年拍攝)饰 罗丹